# Casearia guianensis
Casearia guianensis es una especie de árbol perteneciente a la familia de las salicáceas. Es originaria de América, donde se encuentra en las Antillas y desde Costa Rica hasta Brasil.

## Descripción
Es un árbol o arbusto que alcanza un tamaño de hasta  10 m de alto, rara vez mayor. Tronco delgado. Ramas rubro-tomentosas hacia el ápice, glabrescentes con la edad y con lenticelas elongadas. Hojas periódicamente caedizas; pecíolo de 4-8(-10) mm de largo; lámina obovado-elíptica a obovado-oblonga, de (4-)5-12(-16) x 3-5 cm, con rayas y puntos translucidos, rubro-ferrugíneo-tomentosa a pubérula en diverso grado en ambas caras pero más densamente en el envés, especialmente sobre las nervaduras. Inflorescencia en las ramas defoliadas, con 8-12-flores. Flores blanco verdoso a crema. Sépalos 5, oblongos a ligeramente obovados, pelositos en la cara dorsal. Estambres 8. Ovario ovoideo a piriforme, cubierto con pelos suaves; estilo indiviso, corto; estigma capitado. Fruto subgloboso, rojizo negruzco. Semillas 6-10.

## Taxonomía
Casearia guianensis fue descrita por (Aubl.) Urb. y publicado en Symbolae Antillanae seu Fundamenta Florae Indiae Occidentalis 3: 322. 1902.
Sinonimia
- Athenaea guianensis (Aubl.) J.F. Gmel.
- Casearia fallax Miq.
- Casearia ramiflora Vahl
- Guidonia ramiflora (Vahl) M.Gómez
- Guidonia ramiflora var. spinosa M.Gómez
- Iroucana guianensis Aubl.
- Samyda iroucana Rich.
- Samyda spinosa L.[2]

## Nombre común
En Cuba: jía amarilla, raspalengua.
En Cuba: gia brava.